# Kanjon reke Okace
Kanjon reke Okace (gruzinsko ოკაცეს კანიონი) je erozijski kanjon v občini Honi v Imeretiji v Gruziji blizu vasi Zeda Gordi na 520 metrih nadmorske višine.

## Morfologija
Kanjon je 2 kilometra dolg odsek 14 kilometrov dolge reke Okace. Erozija rečne doline je ustvarila 3–6 metrov širok kanjon, ponekod 15–20 metrov. Globina kanjona se giblje od 20 do 100 metrov. Kanjon ima več slapov, vključno z naravnim spomenikom slap Kinčha in več majhnih jezer, eno od njih, Oskapo, je dolgo 60 metrov. Ponekod se stene kanjona skoraj združijo in tvorijo naravne votline, ena od njih se imenuje Boga, iz katere se vidi dno kanjona. Pod Bogo se globina kanjona dvigne do 100 metrov. Geologi so tukaj identificirali tektonski dvig, ki se dviga iz zemeljske skorje. Zato je spodnji del rečne doline v primerjavi s srednjim delom doline dvignjen za nekaj deset metrov. Dolino je blokiral tektonski prelom in nastalo je Gordijsko jezero, v katerem se je odlagal glinast pesek. Vzdolž kanjona je več jam, iz katerih se kraške vode stekajo v reko Okace.

## Flora
Rastlinstvo kanjonske doline ima koristi od stalne oskrbe z vodo in posebne mikroklime kanjona, na pobočjih je raslo nekaj precej velikih dreves, vključno z redkimi in ogroženimi primerki. Rečna dolina je prekrita z gozdnim grmovjem. Prazgodovinsko floro so preučevali z analizo sedimentov kanjonskega jezera, ki so debeli 27 metrov ali več. Sedimenti jezer iz pleistocenske dobe imajo jasne dokaze o sezonskih padavinah, saj ima vsako leto par ustreznih plasti. Palinološka študija je razkrila ostanke arhaičnih, zdaj izumrlih vrst flore v tej regiji, vključno z močvirsko cipreso, taksodijem (Taxodium), engelhardijo (Engelhardia), karejo (Careya arborea) in čugo. V višjih plasteh sedimentov jezera sledov teh rastlin ni bilo, kar odraža podnebno povzročeno orogenezo.

## Turistične atrakcije
Od centra za obiskovalce kanjona Okace v vasi Gordi se 6 km dolg prehod za pešce začne z 2300 m dolgim kamnitim odsekom v zgodovinskem gozdu Dadiani in vodi do kontrolne točke kanjona Okaceja, kjer se začne 780 m dolga pot po viseči pečini. Od tu se ena pot konča z 20 m dolgo ploščadjo, ki visi nad kanjonom in omogoča panoramski razgled. To je priljubljeno mesto obiskovalcev za opazovanje ptic in fotografiranje selfijev. Druga 645 m dolga kamnita tlakovana pot z 989 kovinskimi stopnicami gladko vodi do reke Okace in do dna kanjona. Tu širina kanjona ne presega 4 metre, globina pa 50 metrov. Od centra za obiskovalce do kontrolne točke v kanjonu je mogoče priti tudi z avtomobilom ali kolesom. Center za obiskovalce ponuja kavarno, trgovino s spominki, omarice in parkirišče. Kanjon Okaceja z naravnim spomenikom slap Kinčha je glavna atrakcija, tu sta tudi gozdni park Dadiani in ruševine gradu Dadiani.